# Petrus Joannes Jacobus Hollingerus Pijpers
Petrus Joannes Jacobus Hollingerus Pijpers (Breda, 26 januari 1816 - aldaar, 17 januari 1886) was een Nederlands politicus en Thorbeckiaans Tweede Kamerlid.

## Leven en werk
Hollingerus Pijpers was een tot de Thorbeckiaanse (liberale) katholieken behorend lid van de Tweede Kamer der Staten-Generaal, dat gedurende zijn vijf jaar durende lidmaatschap een nogal onopvallende rol speelde. Hij was de zoon van een Bredase conrector. Voor hij in de Kamer kwam was hij advocaat, raadslid en gedeputeerde. In 1869 werd hij door de conservatievere Luyben vervangen. Nadien was hij nog wethouder van Breda en kantonrechter.

## Tweede Kamer
- 19-09-1864 t/m 30-09-1866
- 19-11-1866 t/m 02-01-1868
- 25-02-1868 t/m 19-09-1869

- Biografisch Portaal: 52048019
- Parlement.com: vg09ll1rkht6